# Богословская, Людмила Сергеевна
Людми́ла Серге́евна Богосло́вская (1937 — 18.2.2015) — российский биолог, орнитолог, доктор биологических наук.

## Научная деятельность
Руководитель Центра традиционной культуры природопользования (Российский научно-исследовательский институт культурного и природного наследия имени Д. С. Лихачёва), исследователь колоний морских птиц, мест гнездования околоводных и редких видов в Арктике и Субарктике. Её постоянным соавтором и соратником был И. И. Крупник. Занималась также природоохранной деятельностью, изучением и отстаиванием зверо- и китобойных традиций малых народов Севера.
Основные районы полевых исследований Л. С. Богословской: Белое море от Архангельской области до Мурманской, Шпицберген, Новая и Северная Земля, Ямал, Вайгач, Сахалин, ХМАО, Приморье, Чукотка, Аляска.

## Труды
- «Киты Чукотки. Пособие для морских охотников» (2003.)
- «Основы морского зверобойного промысла» (в соавт. с И. Слугиным, И. Загребиным, И. Крупником, 2007)
- «Тропою Богораза. Научные и литературные материалы» (совм. с В. С. Кривощёковым и И. И. Крупником, 2008)
- «Наши льды, снега и ветры. Народные и научные знания о ледовых ландшафтах и климате Восточной Чукотки» (в соавт. с И. И. Крупником, 2013)
- «Надежда — гонка по краю земли. О великой арктической гонке, каюрах Чукотки и их верных друзьях, ездовых собаках» (2014)

## Правотворчество
Проявила себя и как создатель природоохранного законодательства. Статьи 69 и 72 Конституции России были внесены в документ при участии Богословской.